# Microporella klugei
Microporella klugei is een mosdiertjessoort uit de familie van de Microporellidae. De wetenschappelijke naam van de soort is voor het eerst geldig gepubliceerd in 2008 door Kuklinski & Taylor.